# Martin Sharp
Pour les articles homonymes, voir Sharp.
Martin Sharp (né le 21 janvier 1942 et mort le 1er décembre 2013 à Sydney) est un artiste illustrateur australien de l'époque du rock psychédélique.

## Biographie
Martin Sharp étudie à la National Art School de Sydney, il devient à partir de 1963 l'un des principaux collaborateurs du magazine culturel underground Oz. Sharp et les autres cofondateurs, Richard Neville et Richard Walsh, sont condamnés en raison du contenu de leur publication, jugé « licencieux », mais sont acquittés en appel en 1966. Martin Sharp s'installe à Londres où le magazine continue de paraître sous le titre London Oz. Après avoir subi un nouveau procès en 1971, les responsables décident d'interrompre sa parution en 1973,.
Martin Sharp réalise des pochettes de disques, notamment celle de l'album Disraeli Gears du groupe Cream.  Pour l'anecdote, à cette époque, il était le colocataire d'Eric Clapton dans le quartier de Chelsea. Il écrit également les paroles de la chanson Tales of Brave Ulysses. Sharp réalise d'autres illustrations célèbres représentant Jimi Hendrix, Bob Dylan ou Donovan toujours dans des univers visuels hallucinés, mêlant couleurs fluorescentes, collages, jeux typographiques et références artistiques décalées.
L'artiste retournera vivre en Australie en 1973, et il continuera à militer en faveur du mouvement de contre-culture lié aux années 60. Il va créer la Yellow House à Sidney, une demeure alternative où l'on croisera de nombreux graphistes, illustrateurs, cinéastes ou performeurs.
L'illustrateur consacre le film documentaire Street of Dreams, projeté au festival du film de Sydney en 1988, à son ami le chanteur Tiny Tim. Il lui permet d'enregistrer et de commercialiser des disques alors que sa popularité s'est estompée.